# Orcula austriaca
Orcula austriaca é uma espécie de gastrópode da família Orculidae.
É endémica de Austria.